# Прачи
Прачи́ (укр. Прачі) – село, расположенное на территории Борзнянского района Черниговской области (Украина). Расположено в 13 км на север (по прямой, 16 км по дороге) от райцентра Борзны. Население — 386 человек. Адрес совета: 16426, Черниговская обл., Борзнянский р-он, село Прачи, ул. Ленина,46 .

## Известные уроженцы
- Кравченко, Александр Иванович (1949) —  Народный артист Украины.